# مطرقة الساحرات
مطرقة الساحرات أو ماليوس ميلفيكاروم (باللاتينية: Malleus Maleficarum) (بالألمانية: Der Hexenhammer) هو كتاب يتناول موضوع محاكمات الساحرات الحاصلة في العصور الوسطى. كتب في عام 1486 بواسطة هاينريش كرامر، وهو أحد رجال الدين الكاثوليك الألمان. نُشر الكتاب لأول مرة في ألمانيا عام 1487. وغالبًا ما يُنسَب يعقوب سبرنجر كمؤلف للكتاب، ولكن بعض الباحثين يعتقدون الآن أنه صار مرتبطًا بالكتاب إلى حدٍ كبير نتيجة لرغبة كرامر في إضفاء أكبر قدر ممكن من الصفة الرسمية على الكتاب.
هدف الكتاب إلى دحض الحجج المنهجية التي تدّعي أن السحر لا وجود لهُ، والرد على من شك في وجود السحر، وادعاء أن السحرة عادة ما يكونوا من النساء بنسبة أكبر من الرجال، وإعلام القضاة بالإجراءات التي تمكّنهم من العثور على الساحرات وإدانتهن.
ترجم الكتاب إلى اللغة العربية عام 2019 بواسطة الكاتب الروائى د. أحمد خالد مصطفى